# Алфред Хичкок
Сър Алфред Джоузеф Хичкок (на английски: Alfred Joseph Hitchcock) е английски кинорежисьор, кинопродуцент и сценарист, създател на много от похватите в жанра на психологическия трилър. След успешна кариера в нямото кино и ранното озвучено кино в родината си той се премества в Холивуд и през 1956 година става американски гражданин, оставайки британски поданик.
По време на своята кариера, обхващаща повече от половин век, Хичкок си изгражда специфичен и разпознаваем режисьорски стил. Зрителят е подтикван да се идентифицира с камерата, която се движи по начин, имитиращ нечий поглед. Хичкок конструира сцените по начин, който манипулира чувствата на публиката, усилвайки тревогата, страха или съчувствието, и използва новаторски подход към монтажа, за да демонстрира гледната точка на героите. В използваните от него сюжети често присъстват бегълци, преследвани от правосъдието, наред с „ледени блондинки“. Много от филмите му завършват с неочакван обрат и имат напрегнат сюжет с насилие, убийства и престъпления, макар че често криминалната загадка служи само за отвличане на вниманието от психологическото изследване на героите. Филмите на Хичкок заемат много теми от психоанализата и съдържат силен сексуален подтекст.
Алфред Хичкок режисира повече от петдесет пълнометражни филма в рамките на кариера, продължила шест десетилетия. Често определян като най-великия британски режисьор, той е класиран пръв в анкета сред британски кинокритици, проведена през 2007 година. По този повод вестник „Дейли Телеграф“ пише: „Безспорно най-великият кинорежисьор, появил се на тези острови, Хичкок прави повече от всеки друг за оформянето на съвременното кино, което би било напълно различно без него. Неговият усет беше към повествованието, безмилостно прикривайки ключова информация (от своите герои и от нас) и ангажирайки емоциите на публиката, както никой друг“. Американското списание Movie Maker също го смята за най-влиятелния кинорежисьор на всички времена.
Известен със своите камео роли в собствените си филми, с множеството си интервюта и с воденото от него популярно телевизионно предаване Алфред Хичкок представя, Хичкок се превръща в една от иконите на популярната култура в средата на 20-и век.

## Биография

### Произход и младежки години
Хичкок е роден на 13 август 1899 г. в лондонското предградие Лейтънстоун. Той е вторият син и най-малкото от трите деца на Уилям Хичкок (1862 – 1914), продавач на зеленчуци и птици, и Ема Джейн Хичкок (по баща Уелан; 1863 – 1942). Кръстен е на Алфред, брат на баща му. Майка му и баба му по бащина линия са с ирландски произход и Алфред Хичкок е възпитан като католик, като от деветата си година учи в йезуитския колеж „Свети Игнаций“ в квартала Стамфърд Хил.
По-късно Хичкок се описва като много самотен и затворен в детските си години, като това положение се утежнява от факта, че е доста дебел. Той разказва, че е изпращан многократно от баща си в местния полицейски участък с бележка, искаща от служителите там да го затворят за десет минути като наказание за лошо поведение. Идеята за грубо отношение или несправедливо обвинение често се появява във филмите на Хичкок. Майката на Хичкок често го кара да се обръща към нея, застанал край леглото ѝ, особено, ако се е държал лошо, принуждавайки го да стои така с часове. Тези преживявания по-късно са използвани в представянето на Норман Бейтс във филма „Психо“.
Бащата на Хичкок умира, когато той е на 14 години. През същата година той се премества от колежа „Свети Игнаций“ в общинско училище по инженерство и корабоплаване в квартала Поплар. След завършването му, Хичкок става чертожник и дизайнер на реклами.
През този период Хичкок започва да се интересува от фотография и е нает като дизайнер на заглавни надписи във филм на лондонския клон на филмовата компания, превърнала се по-късно в Парамаунт Пикчърс. През 1920 година получава постоянна работа в киностудиото Ислингтън, притежавано първоначално от американската компания Феймъз Плейърт - Ласки, а след това от британската Гейнсбъроу Пикчърс, където в продължение на няколко години изработва дизайна на титри за неми филми.
През 1924 г. Хичкок отива в Германия с режисьора Греъм Кътс. В Потсдам те снимат филма „Принцесата и цигуларят“ (Die Prinzessin und der Geiger), съавтор на чийто сценарий е Хичкок. Там той наблюдава част от снимките на „Последният човек“ (Der letzte Mann) на Фридрих Мурнау и остава силно впечатлен от неговата работа. По-късно той ще използва много от сценографските техники на Мурнау в своите собствени филми. По-късно Хичкок твърди, че по това време силно влияние му е оказал и филмът „Уморената смърт“ (Der müde Tod; 1921 г.) на Фриц Ланг.

### Британски период
Кариерата на Алфред Хичкок като режисьор започва в началото на 20-те години, но първите му филми се превръщат в поредица от неуспехи. За пръв път режисира филм през 1922 г. – „Номер 13“ (Number 13), но продукцията е прекратена поради финансови проблеми, а няколкото завършени дотогава сцени впоследствие са загубени. Подобна е съдбата и на „Винаги казвай на жена си“ (Always Tell Your Wife; 1923 г.), късометражна комедия, в която Хичкок не е посочен като режисьор и от която днес са запазени само едно или две копия. През 1925 г. продуцентът Майкъл Балкън дава възможност на Хичкок да режисира филма „Градината на удоволствията“ (The Pleasure Garden), заснет в берлинското киностудио УФА. Филмът се превръща във финансов провал. През 1926 г. Хичкок режисира драмата „Планинският орел“ (The Mountain Eagle), която също е изгубена.
Обрат в неуспешната дотогава кариера на Хичкок настъпва с излезлия през януари 1927 г. филм „Наемателят“ (The Lodger: A Story of the London Fog), който е финансово успешен и посрещнат с одобрението на британската критика. Както и повечето от дотогавашните му работи, филмът е повлиян от експресионистките техники, лично наблюдавани от Хичкок в Германия. Някои автори определят „Наемателят“ като първия типично „Хичкоковски“ филм, включваш някои от повтарящите се мотиви в творчеството на режисьора, като този за „грешния човек“. Във филма Хичкок за пръв път използва стъклен под, за да покаже действие, развиващо се на горния етаж – напълно новаторски похват, който дава възможност за използване на невиждани дотогава кадри. В „Наемателят“ Хичкок прави и още един дебют, този на статист. Оттук нататък той ще се появява във всички свои филми, което се превръща в негова запазена марка.
След успеха на „Наемателят“ Хичкок наема специален човек, който да се грижи за публичния му образ. На 2 декември 1926 г. той се жени за Алма Ревил, която работи като асистент-режсьор по „Наемателят“. Алма Ревил продължава да работи с Хичкок и през следващите години и той често отбелязва в частни разговори нейния принос към филмите му. Двамата имат едно дете, бъдещата актриса Патриша Хичкок, която се ражда през 1928 г.
След няколко не толкова забележителни филма, през 1929 г. Хичкок започва да работи по „Шантаж“ (Blackmail). По време на снимките от киностудиото решават филмът да бъде озвучен. Като един от първите озвучени филми „Шантаж“ често е сочен като важен момент в историята на киното и често е определян като първия британски озвучен пълнометражен филм. Кулминационната сцена на филма протича на купола на Британския музей, с което „Шантаж“ поставя началото на друг повтарящ се мотив в творчеството на Хичкок – използването на известни забележителности като фон на напрегнати сцени. По-късно Хичкок разказва как е използвал озвучаването като специален елемент на филма, например акцентирайки на думата „нож“ по време на разговор с жената, заподозряна в убийство. Главната роля се изпълнява от чешката звезда Ани Ондра, която говори английски със силен акцент, поради което е използвана примитивна форма на синхронен дублаж – актрисата само си отваря устата, а репликите са произнасяни по микрофон от стояща извън кадъра дубльорка. През този период той снима също части от антологията Elstree Calling, както и изгубения днес късометражен филм An Elastic Affair.
През 1933 г. Хичкок отново работи за Майкъл Балкън в „Гомон Бритиш“. Първият му филм за това киностудио е успешният „Човекът, който знаеше твърде много“ (The Man Who Knew Too Much, 1934), а вторият, „Тридесет и деветте стъпала“ (The Thirty-Nine Steps, 1935), получава широко одобрение във Великобритания и превръща Хочкок в звезда в Съединените щати. Този филм утвърждава и характерната английска „Хичкокова блондинка“ (Мадлин Керъл във филма) като шаблон за поредица от хладни и елегантни женски главни роли. По думите на сценариста Робърт Таун не е голямо преувеличение да се каже, че съвременното искейпистко забавление води началото си от „Тридесет и деветте стъпала“. Филмът е и един от първите, използващи сюжетния механизъм „Макгъфин“, термин, създаден от английския сценарист Ангъс Макфейл. „Макгъфин“ е предмет или цел, към която героят се стреми, но няма друг смисъл за повествованието, а в „Тридесет и деветте стъпала“ „Макгъфин“ е откраднат комплект чертежи.

### Американски период
През 1940 г. заминава за Холивуд. Снима продуцирания от Дейвид Селзник филм „Ребека“ („Оскар“ за най-добър филм), който е екранизация по Дафни дю Морие. Режисьорът вече е заснел „Странноприемница „Ямайка“ (1939 г.) по неин роман, а през 1963 г. ще създаде и шедьовъра „Птиците“ отново по сюжет на дьо Мюрие. Алфред Хичкок е известен с огромната си колекция от разкази на известни и неизвестни автори, в които вижда потенциална възможност за екранизиране. Всичките му филми са заснети по нечие литературно произведение. Тази проста формула е доказала своята функционалност и във филми на други режисьори, но съвременните творци често я пренебрегват.
Американският период на Хичкок е най-плодотворен. В него той създава най-известните творби от своята филмография, превърнали се в истинска класика: „Омагьосаният“ (1945 г.); „Небезизвестните“ (1946 г.); „Делото „Парадийн“ (1948 г.); „Въжето“ (1948 г.); „Непознати във влака“ (1951 г.); „Набери „У“ за убийство“ (1954 г.); „Задният прозорец“ (1954 г.); „Да хванеш крадец“ (1955 г.); „Неприятности с Хари“ (1955 г.); „Световъртеж“ (1958 г.); „Север-северозапад“ (1959 г.); „Психо“ (1960 г.); „Птиците“ (1963 г.); „Марни“ (1964 г.); „Разкъсаната завеса“ (1966 г.). През 1971 г. се завръща в Англия, където снима последните си два филма „Полуда“ (1972 г.) и „Семеен заговор“ (1976 г.).

### Последни години
През 1979 г. получава признание за цялото си творчество, а в началото на 1980 г. кралица Елизабет II го посвещава в рицарство. Умира от бъбречна недостатъчност на 29 април 1980 г. в Бел Еър, САЩ.

## Творческа дейност
Хичкок твърди, че успехът на един филм се дължи и на участието на поне една звезда. Той спазва това правило и снима Лорънс Оливие, Грегъри Пек, Кари Грант, Ингрид Бергман, Джеймс Стюарт, Грейс Кели, Ким Новак, Шон Конъри, Пол Нюман, Типи Хедрен, Шърли Маклейн, Брус Дърн.
Хичкок притежава още една уникална способност, която нарича „Всевиждащото око“, т.е., че умее да види филма още преди да е заснет. Самият той споделя, че за него работата приключва след оформяне на режисьорската книга. Снимачният период и монтажът са „необходимата досада“.
Заради спецификата на своето творчество, той е наричан „кралят на ужаса“. Хичкок няма нищо против да поддържа този имидж. За рождения ден на Мелани Грифит (която е дъщеря на неговата актриса Типи Хедрен), той ѝ подарява кукла, представляваща майка ѝ от филма „Птиците“, поставена в ковчег. Или спомена на Луис Бунюел за първата си среща с Хичкок, която се състои на една режисьорска сбирка. Бунюел току-що е заснел „Тристана“ (1970) и Хичкок цяла вечер му говорил, че е ужасно впечатлен от отрязания крак на Катрин Деньов. На фона на днешните „ужасии“ и в киното, и изобщо в ежедневието, неговите филми звучат като детска приказка. Хичкок се шегувал: „Мога да екранизирам и „Пепеляшка“, само че зрителите ще търсят трупа в каляската.“

## Филмография
| Година | Филм                                 | Оригинално заглавие                     | Бележки                   |
| ------ | ------------------------------------ | --------------------------------------- | ------------------------- |
| 1922   | „Номер 13“                           | „Number 13“                             | Филмът остава незавършен. |
| 1923   | „Винаги казвай на жена си“           | „Always Tell Your Wife“                 |                           |
| 1925   | „Градината на удоволствията“         | „The Pleasure Garden“                   |                           |
| 1926   | „Планинският орел“                   | „The Mountain Eagle“                    |                           |
| 1927   | „Наемателят“                         | „The Lodger: A Story of the London Fog“ |                           |
| 1927   | „Рингът“                             | „The Ring“                              |                           |
| 1927   | „Надолу“                             | „Downhill“                              |                           |
| 1928   | „Жената на фермера“                  | „The Farmer's Wife“                     |                           |
| 1928   | „Уязвима добродетел“                 | „Easy Virtue“                           |                           |
| 1928   | „Шампанско“                          | „Champagne“                             |                           |
| 1929   | „Човекът от остров Ман“              | „The Manxman“                           |                           |
| 1929   | „Шантаж“                             | „Blackmail“                             |                           |
| 1930   | „Юнона и паунът“                     | „Juno and the Peacock“                  |                           |
| 1930   | „Убийство!“                          | „Murder!“                               |                           |
| 1931   | „Нечестна игра“                      | „The Skin Game“                         |                           |
| 1931   | „Богати и странни“                   | „Rich and Strange“                      |                           |
| 1932   | „Номер седемнайсет“                  | „Number Seventeen“                      |                           |
| 1934   | „Валсове от Виена“                   | „Walzes from Vienna“                    |                           |
| 1934   | „Човекът, който знаеше твърде много“ | „The Man Who Knew Too Much“             |                           |
| 1935   | „Тридесет и деветте стъпала“         | „The Thirty-Nine Steps“                 |                           |
| 1936   | „Таен агент“                         | „Secret Agent“                          |                           |
| 1936   | „Саботаж“                            | „Sabotage“                              |                           |
| 1937   | „Млад и невинен“                     | „Young and Innocent“                    |                           |
| 1938   | „Дамата изчезва“                     | „The Lady Vanishes“                     |                           |
| 1939   | „Странноприемница „Ямайка““          | „Jamaica Inn“                           |                           |
| 1940   | „Ребека“                             | „Rebecca“                               |                           |
| 1940   | „Чуждестранен кореспондент“          | „Foreign Correspondent“                 |                           |
| 1941   | „Мистър и мисис Смит“                | „Mr. and Mrs. Smith“                    |                           |
| 1941   | „Подозрение“                         | „Suspicion“                             |                           |
| 1942   | „Диверсант“                          | „Saboteur“                              |                           |
| 1943   | „Сянка на съмнение“                  | „Shadow of a Doubt“                     |                           |
| 1944   | „На добър път“                       | „Bon voyage“                            |                           |
| 1944   | „Малгашко приключение“               | „Aventure Malgashe“                     |                           |
| 1944   | „Спасителна лодка“                   | „Lifeboat“                              |                           |
| 1945   | „Омагьосаният“                       | „Spellbound“                            |                           |
| 1946   | „Небезизвестните“                    | „Notoriuos“                             |                           |
| 1947   | „Делото „Парадайн““                  | „The Paradine Case“                     |                           |
| 1948   | „Въжето“                             | „The Rope“                              |                           |
| 1949   | „Под знака на Козирога“              | „Under Capricorn“                       |                           |
| 1950   | „Сценична треска“                    | „Stage Fright“                          |                           |
| 1951   | „Непознати във влака“                | „Strangers on a Train“                  |                           |
| 1953   | „Аз изповядвам“                      | „I Confess“                             |                           |
| 1954   | „Набери „М“ за убийство“             | „Dial M for Murder“                     |                           |
| 1954   | „Задният прозорец“                   | „Rear Window“                           |                           |
| 1955   | „Да хванеш крадец“                   | „To Catch a Thief“                      |                           |
| 1955   | „Неприятности с Хари“                | „The Trouble with Harry“                |                           |
| 1956   | „Човекът, който знаеше твърде много“ | „The Man Who Knew Too Much“             |                           |
| 1956   | „Набеденият виновен“                 | „The Wrong Man“                         |                           |
| 1958   | „Световъртеж“                        | „Vertigo“                               |                           |
| 1959   | „Север-северозапад“                  | „North by Northwest“                    |                           |
| 1960   | „Психо“                              | „Psycho“                                |                           |
| 1963   | „Птиците“                            | „The Birds“                             |                           |
| 1964   | „Марни“                              | „Marnie“                                |                           |
| 1966   | „Разкъсаната завеса“                 | „Torn Curtain“                          |                           |
| 1969   | „Топаз“                              | „Topaz“                                 |                           |
| 1972   | „Полуда“                             | „Frenzy“                                |                           |
| 1976   | „Семеен заговор“                     | „Family Plot“                           |                           |